# Робота, що втекла (телесеріал)
«Робота, що втекла» (англ. Outsourced) — комедійний телевізійний серіал. Заснований на однойменному фільмі 2006 року.
Місце дії фільму — місто Мумбаї в Індії, куди був переміщений колл-центр американської компанії, яка торгує забавними штучками. Американець, керуючий колл-центром, був змушений переїхати до Індії, де він пояснює американську культуру своїм індійським працівникам і сам намагається сприйняти індійські культурні традиції.
22 червня 2011 року NBC зробив анонс про те, що серіал не буде продовжений в 2012 році.

## Нагороди та номінації
- 2011: номінований на премію «Вибір народу» (People's Choice Awards)

## Список серій
| Номер | Назва                                                           |
| ----- | --------------------------------------------------------------- |
| 1     | Пілот (Pilot)                                                   |
| 2     | Успіх Менміта (The Measure of a Manmeet)                        |
| 3     | Вечеря в п'ятьох (Party of Five)                                |
| 4     | Веселого Дня Віндалу (Jolly Vindaloo Day)                       |
| 5     | Дотики американця (Touched by an Anglo)                         |
| 6     | Боллоуін (Bolloween)                                            |
| 7     | Щиро, шалено, Прадіп-чаянно (Truly, Madly, Pradeeply)           |
| 8     | Свято Дівалі (Home for the Diwalidays)                          |
| 9     | Тимчасова Монсаноманія (Temporary Monsanity)                    |
| 10    | Ностальгія до нудоти (Homesick to My Stomach)                   |
| 11    | Народження зірки (A Sitar Is Born)                              |
| 12    | Сарі, Чарлі (Sari, Charlie)                                     |
| 13    | День тренінгів (Training Day)                                   |
| 14    | Дивна парочка (The Todd Couple)                                 |
| 15    | Угадай, хто їде в Делі (Guess Who's Coming to Delhi)            |
| 16    | до біса цей Пенджаб (Take This Punjab and Shove It)             |
| 17    | Священна війна Тода (Todd's Holi War)                           |
| 18    | Ляпас Гупта та подруга Менміта (Gupta's Hit & Manmeet's Missus) |
| 19    | послуга для Чарлі (Charlie Curries a Favor From Todd)           |
| 20    | Мама Сутра (Mama Sutra)                                         |
| 21    | Весільний хід Раджива 1 (Rajiv Ties the Baraat (Part 1))        |
| 22    | Весільний хід Раджива 2 (Rajiv Ties the Baraat (Part 2))        |